# Valdelaguna
Valdelaguna è un comune spagnolo di 605 abitanti situato nella comunità autonoma di Madrid.